# St Giles' Circus

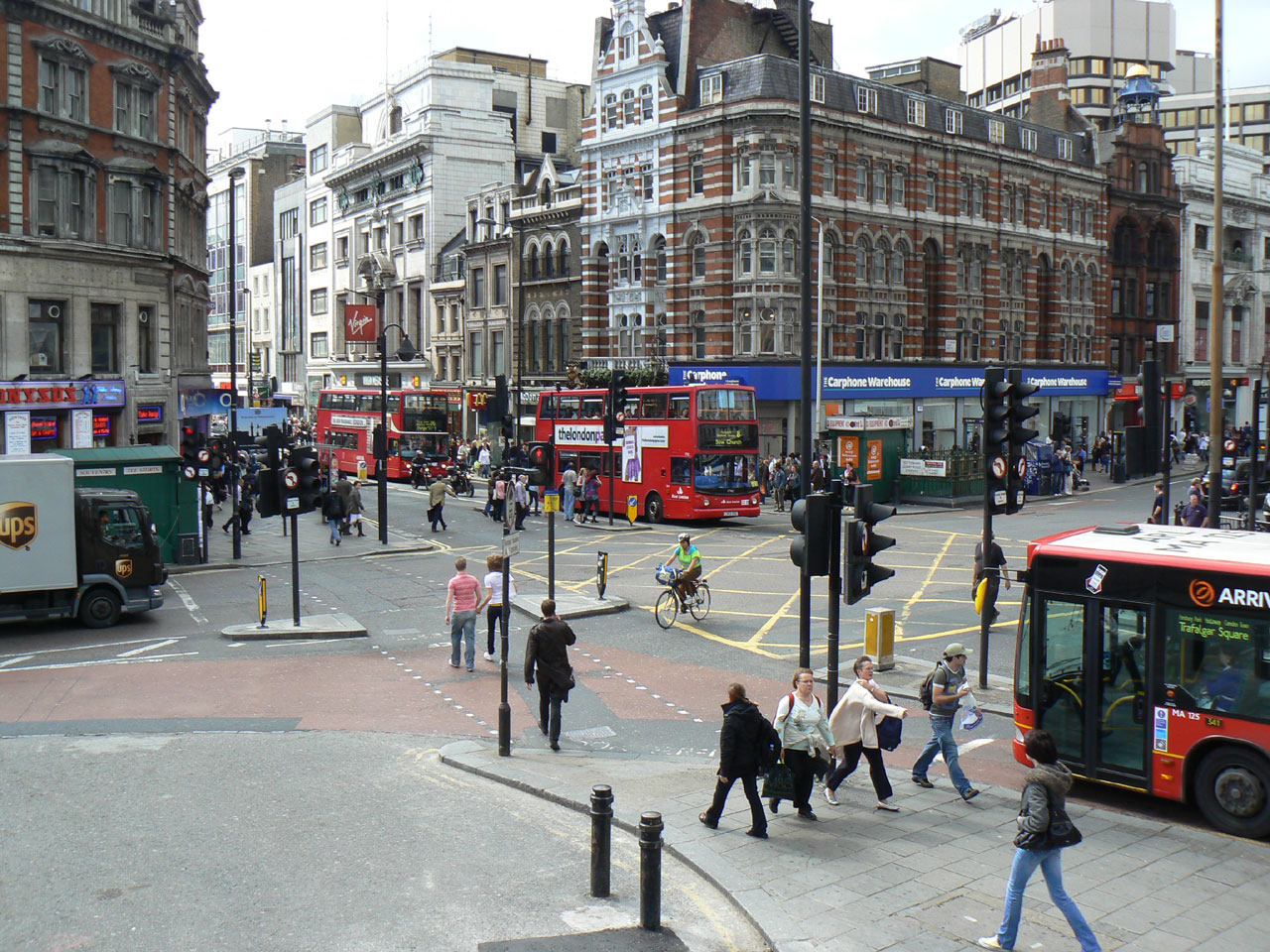
St Giles' Circus

St Giles' Circus is een plein in Londen, Engeland. Het ligt op de kruising van Oxford Street, New Oxford Street, Charing Cross Road en Tottenham Court Road in het West End. Het verbindt de wijken Soho, Covent Garden, Bloomsbury en Fitzrovia.
Sinds de Romeinse tijd tot halverwege de 19e eeuw was St. Giles's High Street de voornaamse toegangsweg tot de City of London vanuit het westen. In de middeleeuwen was dit een plek voor openbare executies. Toen de galg werd verplaatst naar Tyburn, werd de nabijgelegen Angel Inn gebruikt om veroordeelden onderweg naar hun terechtstelling een laatste drankje te gunnen.
In de 17e en 18e eeuw werd de omgeving de verblijfplaats voor migranten, de bebouwing verrommelde en er was veel armoede en criminaliteit. Verschillende pestepidemieën begonnen hier. Tijdens de Tweede Wereldoorlog werd het gebied gebombardeerd. Momenteel wordt het plein gedomineerd door een van de eerste wolkenkrabbers in Londen, Centre Point.
De benaming 'Circus' duidt gewoonlijk op een cirkelvormig plein, waarbij ook de bebouwing meegaat in die vorm. Dat laatste is bij St Giles' Circus niet geheel toegepast.